# أولاف ستانغ
أولاف ستانغ (بالنرويجية البوكمول: Olaf Stang)‏ هو مهندس مدني ومهندس نرويجي، ولد في 10 يونيو 1871، وتوفي في 14 نوفمبر 1956.